# Elif Uzun
Pour les articles homonymes, voir Uzun.
Elif Uzun est une joueuse de volley-ball bosnienne naturalisée turque née le 1er avril 1991. Elle mesure 1,87 m et joue au poste de réceptionneuse-attaquante. 

## Clubs
| Club                 | De        | À         |
| -------------------- | --------- | --------- |
| İller Bankası Ankara | 2006-2007 | 2012-2013 |
| Pursaklar Belediyesi | 2013-2014 | 2015-2016 |
| Çanakkale Belediye   | 2016-2017 | 2017-2018 |
| Sarıyer Belediyesi   | 2018-2019 | 2018-2019 |
| Nilüfer Belediye     | 2019-2020 | 2019-2020 |
| Bolu Belediyespor    | 2020-2021 | …         |